# Francesca Braggiotti
Francesca Braggiotti (17 de octubre de 1902 – 25 de febrero de 1998) fue una bailarina, intérprete y actriz de voz de nacionalidad italiana.

## Biografía
Nacida en Florencia, Italia, sus padres, convertidos al budismo, eran un tenor italiano natural de Esmirna y una mezzosoprano estadounidense nacida en Boston. Ella era la segunda de los ocho hijos del matrimonio, todos ellos dedicados al mundo del espectáculo. 
Braggiotti empezó su carrera como bailarina, formando parte del dúo llamado Braggiotti Sisters, que formaba junto a su hermana Berthe. La pareja tuvo un gran éxito en Boston tras la Primera Guerra Mundial, recibiendo muy positivas críticas, entre ellas las del escritor Alden Hatch.
Francesca y Berthe abrieron un estudio de baile sobre los barracones del departamento de bomberos de Brookline, Massachusetts. Para una actuación en público patrocinada por el exclusivo "Vincent Club", se pidió al alcalde cuáles eran los límites de la decencia, pues hubo problemas con la indumentaria de las artistas, demasiado reducida como para utilizarla en una playa pública.
La poetisa Amy Lowell estaba tan encantada con sus actuaciones, que compuso una oda en honor de Francesca, y Isabella Stewart Gardner pidió a las hermanas hacer una actuación privada en Fenway Court. La escuela de danza de las Hermanas Braggiotti, además de ser la más solicitada y costosa de Boston, fue la primera en introducir la danza expresionista en la ciudad, así como una nueva visión de la belleza y la salud.
Tras la inoportuna muerte de su hermana mayor en 1928, Francesca empezó a actuar en el cine y a hacer trabajos de doblaje en Italia. Así, actuó en Rasputín y la zarina (1932), Little Women (1932), Scipione l'Africano (1937) y Stasera alle undici (1937). 
Braggiotti fue la primera actriz en dar voz a Greta Garbo en Italia, en concreto en la película Mata Hari, de George Fitzmaurice, doblando de nuevo a la actriz sueca en Inspiration, Susan Lenox (Her Fall and Rise), Grand Hotel y As You Desire Me. 
Braggiotti se casó con John Davis Lodge en 1929, trabajando con él en Stasera alle undici. Tras entrar su marido en la política, ella se retiró de la vida artística. Él fue un político republicano, gobernador de Connecticut entre 1951 y 1955, y embajador en España, Argentina y Suiza.
Francesca Braggiotti falleció en Marbella, España, en 1998. El 23 de febrero de 1949, el presidente Luigi Einaudi le había concedido la Cruz de la Orden de la estrella de la solidaridad italiana.

## Filmografía
- Rasputín y la zarina, de Richard Boleslawski y Charles Brabin (1932 )
- Little Women, de George Cukor (1933)
- Escipión, el africano (Scipione l'Africano), de Carmine Gallone (1937)
- Stasera alle undici, de Oreste Biancoli (1937)